# Kamov Ka-22
Kamov Ka-22 Vintokryl (Cyrillic:Камов Ка-22 Винтокрыл) (tên mã NATO: Hoop) là một loại máy bay rotor, do Kamov phát triển cho Không quân Liên Xô.

## Quốc gia sử dụng
Liên Xô
- Không quân Liên Xô

## Tính năng kỹ chiến thuật (Ka-22)
Dữ liệu lấy từ www.kamov.ru and www.aviastar.org
Đặc điểm tổng quát
- Kíp lái: 5
- Sức chứa: 16.500 kg hoặc 36.343 lb hoặc 100 hành khách
- Chiều dài: 27 m (102 ft 10 in)
- Đường kính: 22.5 m (85 ft 9 in)
- Đường kính rô-to chính:  20 m (65 ft 7 in)
- Chiều cao: 2.8 m (10 ft 8 in)
- Trọng lượng rỗng: 31.000 kg ( lb)
- Trọng lượng có tải: 32.000 kg ( lb)
- Powerplant: 2 × Soloviev D-25VK kiểu turboshaft, 4.045 kW (5.500 hp) mỗi chiêc mỗi chiếc

Hiệu suất bay
- Vận tốc cực đại: 350 km/h (220 mph)
- Tầm bay: 450 km (280 dặm)
- Trần bay: 5.500 m (21.000 ft)